# زدرویه (گمینا چارنا بیاووستوتسکا)
زدرویه (به لهستانی:  Zdroje) یک روستا در لهستان است که در گمینا چارنا بیاووستوتسکا واقع شده‌است.